# Carl Anton Meckel
Carl Anton Meckel (* 3. Juni 1875 in Frankfurt am Main; † 2. Dezember 1938 in Freiburg im Breisgau) war ein deutscher Architekt.

## Leben
Carl Anton Meckel, Sohn des Architekten Max Meckel (1847–1910), verbrachte seine Kindheit und Jugend in seiner Geburtsstadt Frankfurt am Main, bis seine Familie 1894 nach Freiburg im Breisgau zog. Vor seinem Umzug schloss er seine Schulzeit mit dem Abitur ab. Es folgte der Militärdienst als Einjährig-Freiwilliger. In den Jahren 1895–1897 absolvierte er ein Architektur-Studium an der Technischen Hochschule in Karlsruhe bei Carl Schäfer und an der Technischen Hochschule München bei Friedrich von Thiersch. 1897 trat er in das Architekturbüro seines Vaters Max Meckel in Freiburg ein, wo er als erstes das elterliche Wohnhaus in der Stadtstraße 2 plante und ausführte. Die Zusammenarbeit von Sohn und Vater dauerte an bis zum Tod von Max Meckel im Jahre 1910. Danach führte er das Büro selbständig weiter bis zu seinem Tod im Jahr 1938. Von 1908 bis 1911 sowie 1919 bis 1921 war Meckel Vorsitzender der Oberrheinischen Sektion des Badischen Architekten- und Ingenieursvereins.
Er ist der Vater des Schriftstellers Eberhard Meckel (1907–1969; Pseudonym Peter Sixt). Der Schriftsteller und Grafiker Christoph Meckel (1935–2020) ist sein Enkel.

## Ehrungen
Im Freiburger Stadtteil Betzenhausen ist die Straße Meckelhof beim Seepark nach Carl Anton Meckel benannt. Im Gebäude der Sparkasse Freiburg heißt die von Meckel errichtete ehemalige Kassenhalle Meckelhalle; hier finden heute Ausstellungen und kulturelle Veranstaltungen statt.

## Werk

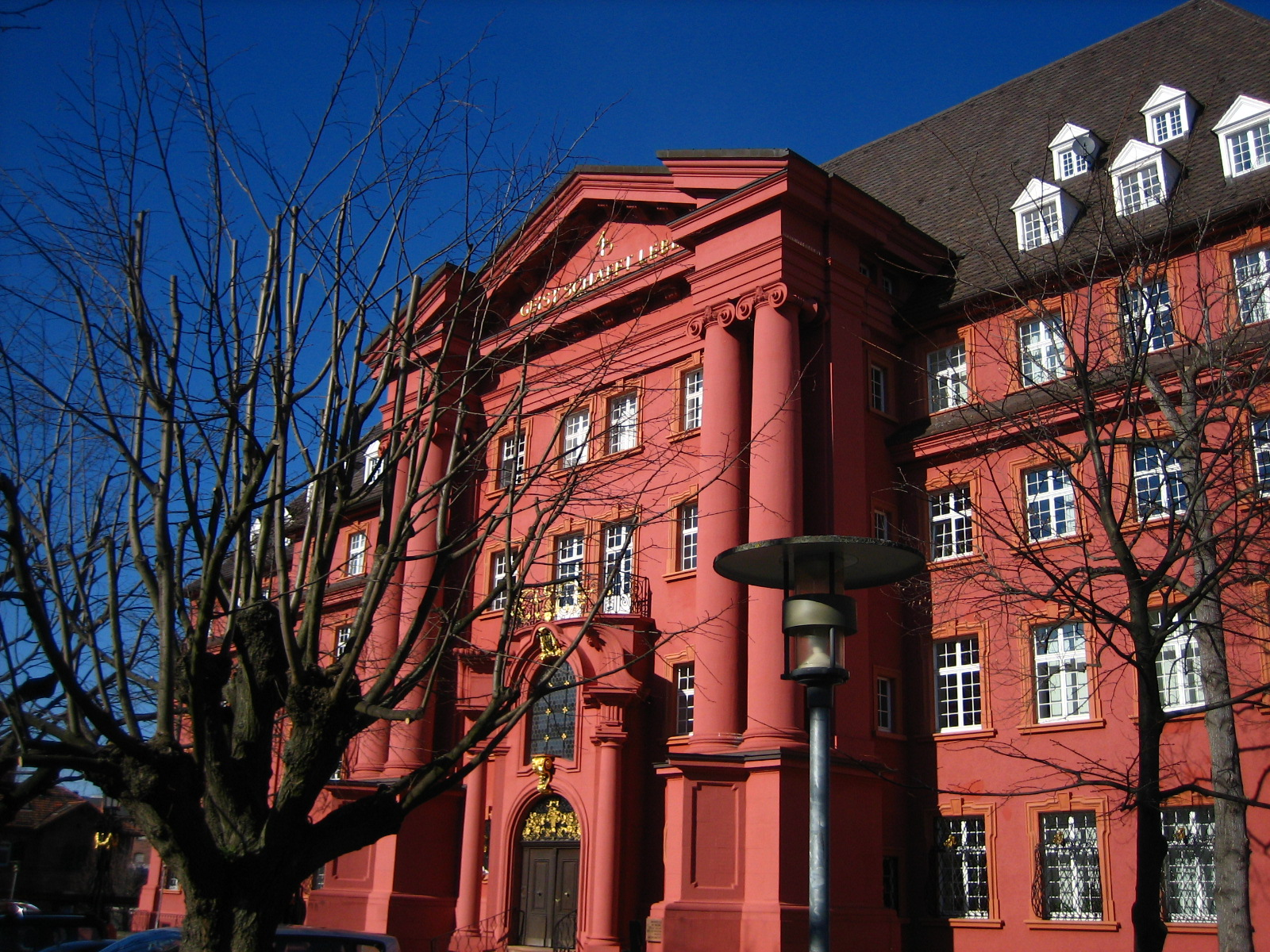
Südfront des Verlagshauses Herder in Freiburg

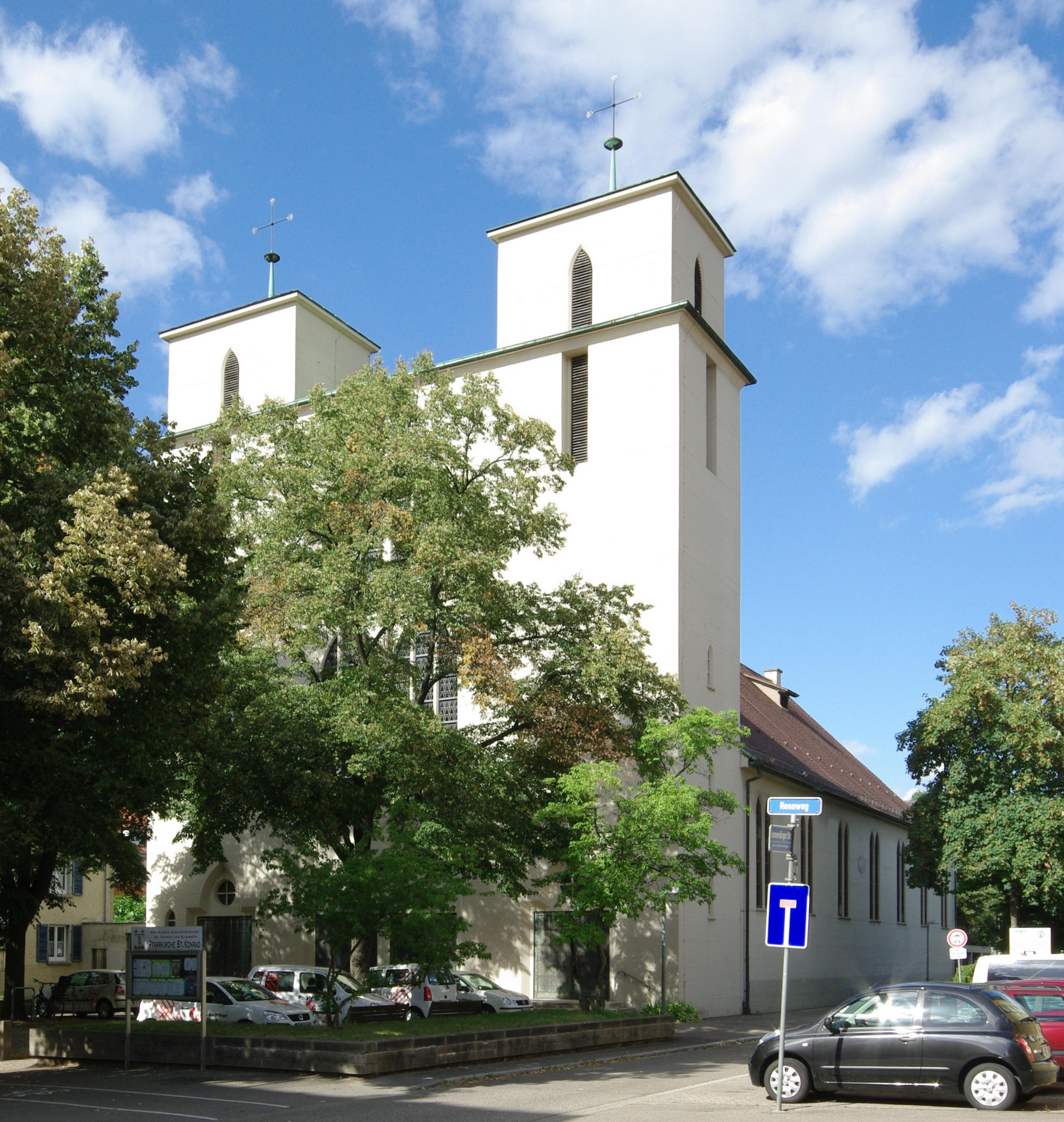
Kirche St. Konrad in Freiburg

Meckel entwarf zahlreiche private und öffentliche Bauten, viele davon in Freiburg im Breisgau und dessen weiterer Umgebung, bis 1910 meistens zusammen mit seinem Vater. Darüber hinaus beteiligte er sich an zahlreichen Wettbewerben in ganz Deutschland, die teilweise auch mit Preisen bedacht wurden. Darüber hinaus betätigte er sich auch künstlerisch, etwa mit Entwürfen zu Brunnen oder mit Fassadenmalerei. Der Rau-Brunnen, eines dieser künstlerischen Werke, wurde vom Freiburger Kommerzienrat Ludwig Rau gestiftet. Der St-Georgs-Brunnen auf dem Münsterplatz, den Meckel später gestaltete, lehnt sich daran an. Dieser ersetzte den Leopoldsbrunnen von Franz Sales Glänz, den Leopold von Baden im Jahr 1845, am Tag nach der Eröffnung des Hauptbahnhofs eingeweiht hatte. Zuvor hatte sich an seiner Stelle ebenfalls ein St-Georgsbrunnen aus dem späten Mittelalter befunden.
Stilistisch war Meckels Werk sowohl durch die Gotik seines Vaters und seines Lehrers Schäfer motiviert sowie durch die barocke Formensprache von Thierschs. Gotische Formen finden sich beispielsweise im Entwurf für das neue Kollegiengebäude der Freiburger Universität; die barocken Einflüsse zeigen sich an jenem für das Neue Dresdner Rathaus. Später orientierte er sich an einfacheren Formen, die sich dem Betrachter in den Wohnbauten am Tennenbacher Platz und der Tullastraße offenbaren. Zusammen mit Karl Gruber und Joseph Schlippe war er prägend für das Bild Freiburgs vor dem Zweiten Weltkrieg.
Steinmetzzeichen

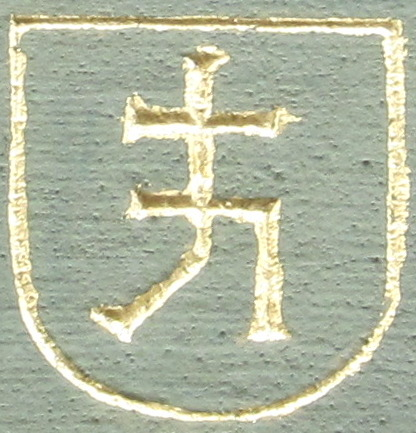
Am Bankhaus Krebs

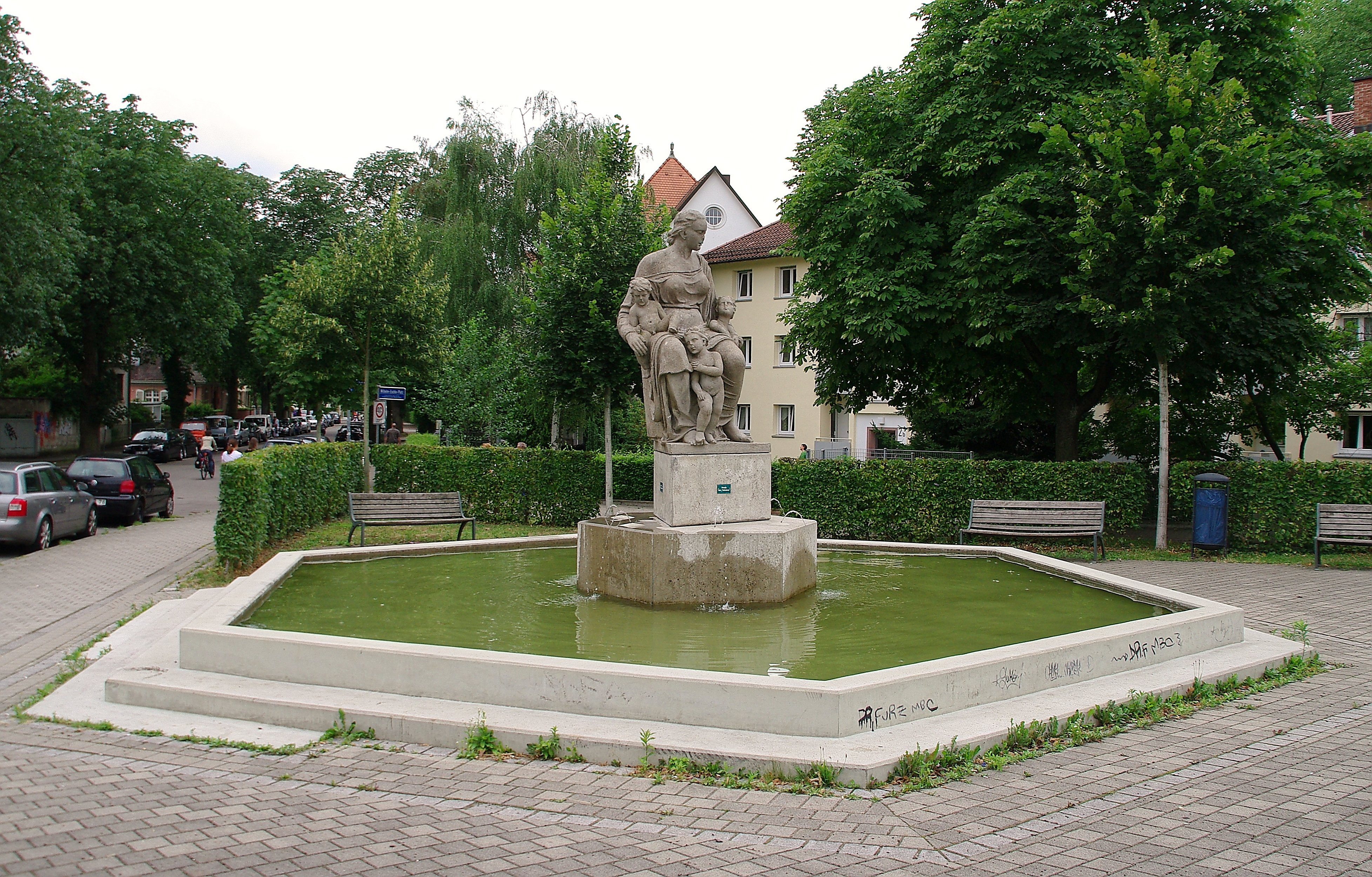
Mutterbrunnen Freiburg

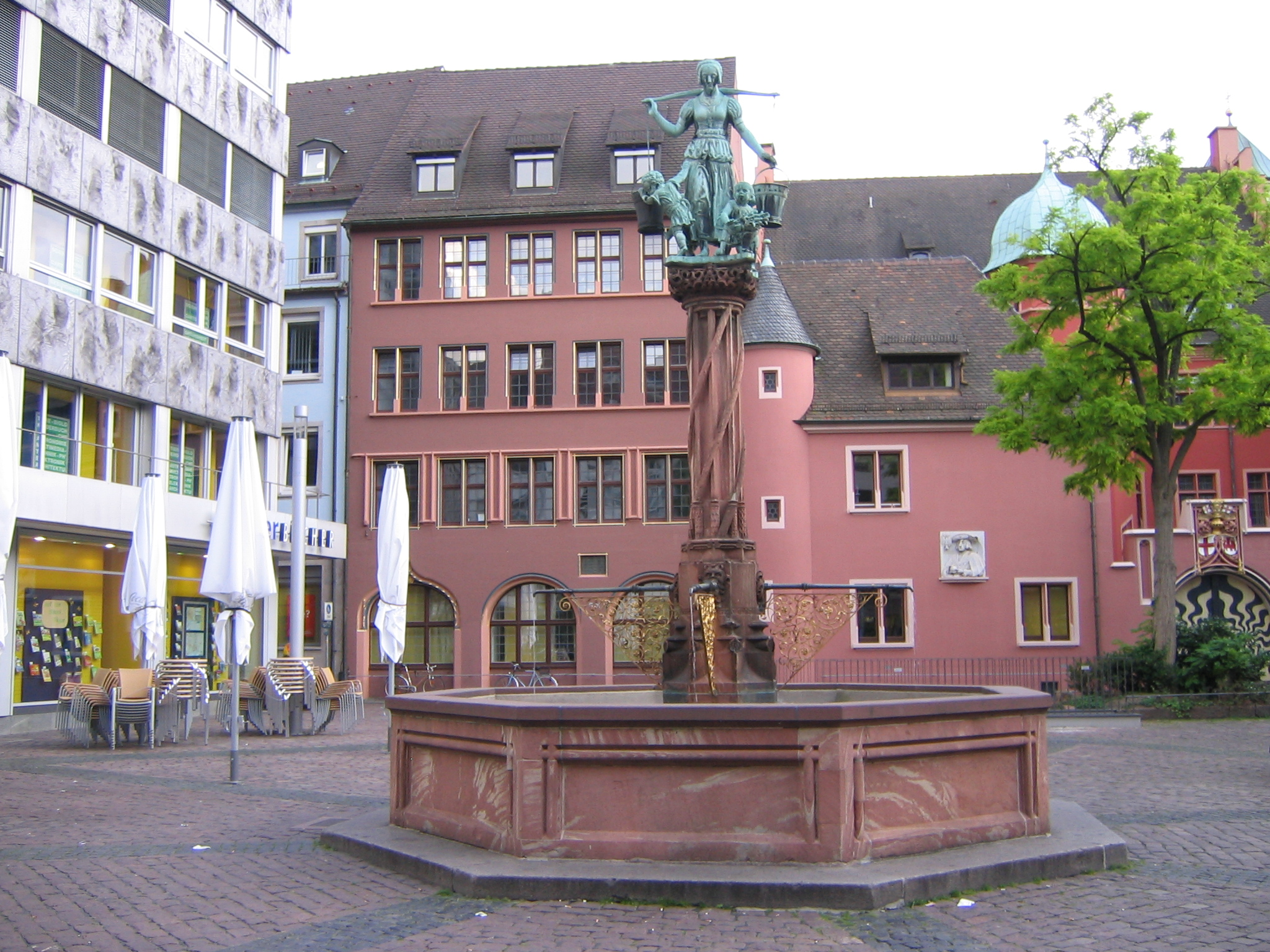
Brunnen auf dem Kartoffelmarkt, Rückseite Haus zum Walfisch, Freiburg

An mehreren von nach Entwürfen Meckels errichteten Gebäuden in Freiburg findet sich sein Steinmetzzeichen, das er sich nach dem Vorbild mittelalterlicher Baumeister als Signatur zugelegt hatte. Zum Teil ist es deutlich erkennbar, wie am Haus zum Walfisch oder auch unter der Portalfigur von St. Konrad und Elisabeth. Zum Teil ist es auch künstlerisch gestaltet mit dem Baujahr verbunden zu sehen, wie zum Beispiel über den Eingängen der Bauten am Tennenbacher Platz oder einem Erker in der Poststraße. Auch beim Haus der „Badischen Heimat“ in der Hansjakob-Straße findet es sich in einem kunstvollen Fenstergitter wieder.

### Bauten und Entwürfe
Freiburg
- Bankhaus J. A. Krebs, 1904/05[8]
- Umbau des Großen Meyerhofs, 1906/07
- Kaufhaus zum Geist, 1907
- Privatfrauenklinik Prof. Bulius, Marienstraße, 1907–1909
- Umbau und Erweiterung der Stadtsparkasse im Haus zum Walfisch, 1909–1911[9]
- Wohn- und Geschäftshaus Rau, 1909
- Verlagshaus Herder, 1910–1912
- Wohnanlage Lorettostraße 62, 1924
- Haus Badische Heimat, Hansjakobstraße 12, 1925[10]
- Herz-Jesu-Kloster, 1925
- Katholische Kirche St. Konrad, 1929
- Wohnanlage am Tennenbacher-Platz, 1929

Weitere Städte

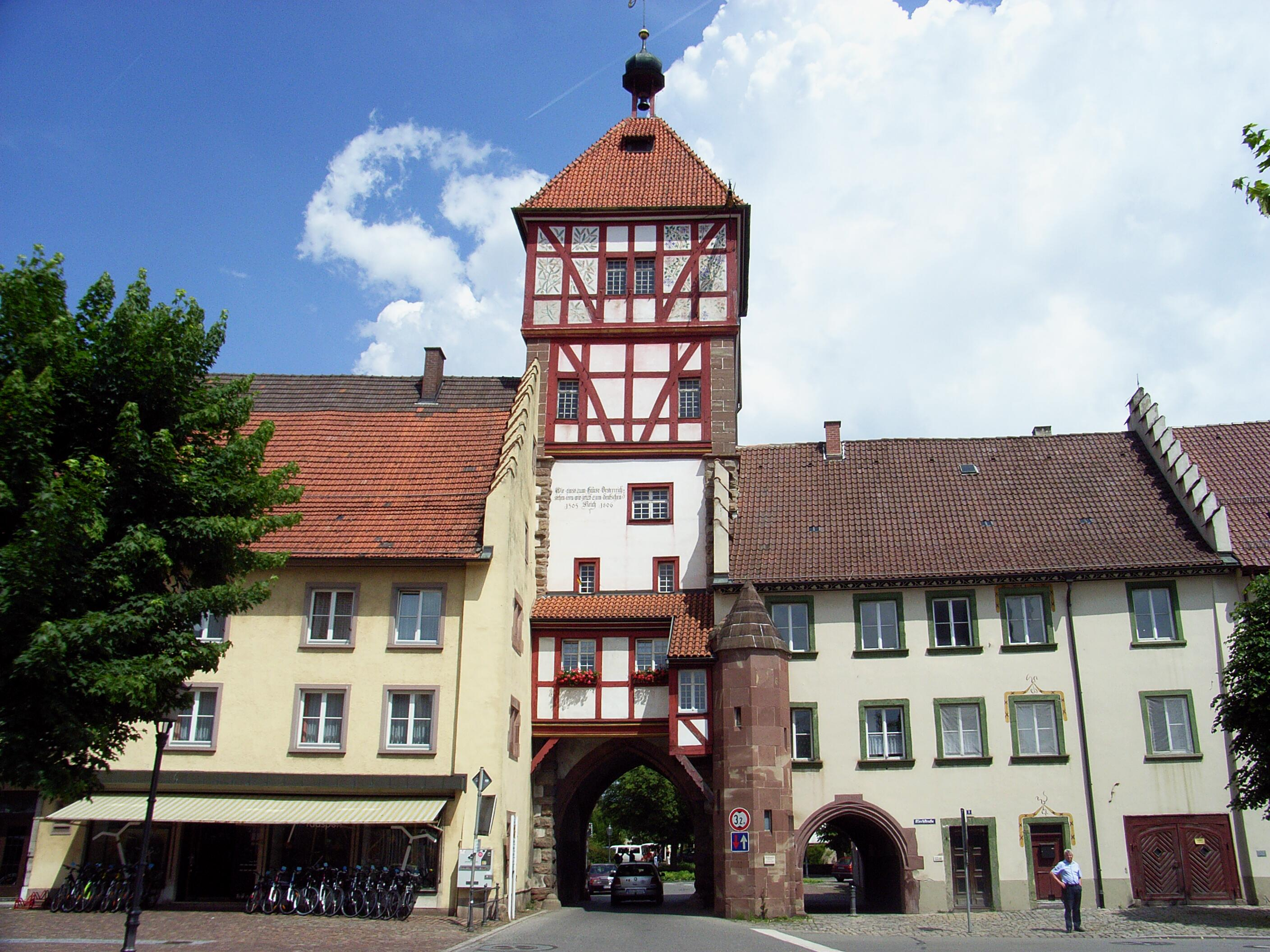
Mühlentor Bräunlingen, erneuert 1904

- Restaurierungsprojekt für das Münster St. Nikolaus in Überlingen, 1899
- Katholische Garnisonskirche St. Georg in Ulm, 1899–1904
- Krankenhaus der Barmherzigen Brüder in Montabaur, 1900–1903
- Elektrische Zentrale und Mühlentor in Bräunlingen, 1904/1905[11]
- Pilgerhaus auf dem Rochusberg bei Bingen, 1905–1909
- Umbau und Erweiterung des Sporthotels Morosani in Davos, 1907
- Katholische Pfarrkirche Heiliggeist mit Pfarr- und Mesnerhaus in Basel, 1909–1912
- Umbau und Erweiterung des Schlüterhauses in Danzig, 1910–1912
- Volksschule in Ettenheim, 1910
- Restaurierungsprojekt für die Burg Sponeck, 1930[12]

Wettbewerbe
- Entwurf für das Kollegiengebäude der Albert-Ludwigs-Universität Freiburg, 1902 (3. Preis)
- Entwurf für das Neue Rathaus in Dresden, 1903 (2. Preis)
- Entwurf für das Geschäftshaus der Freiburger Zeitung, 1904 (1. Preis)
- Entwurf für das Empfangsgebäude des Leipziger Hauptbahnhofs, 1907 (Ankauf)
- Entwurf für ein Schulhaus in Breitnau, 1910 (1. Preis)
- Entwurf für die Klinischen Anstalten in Freiburg, 1913 (mit Rudolf Schmid, 3. Preis)

Künstlerische Arbeiten
- Heiliggeistspital, Freiburg, 1907
- Rau-Brunnen auf dem Kartoffelmarkt (zusammen mit Stuckateur Ludwig Kubanek), Freiburg, 1908
- Fassadenmalerei am Kleinen Meyerhof, Freiburg, 1908
- Rekonstruktion des Marktbrunnens, Rottenburg am Neckar, 1910/1911
- Figurenzyklus auf der Ochsenbrücke / Eschholzstraße, Freiburg, 1912 (Brückenbau und Entwurf, Ausführung Ludwig Kubanek)[13]
- Entwurf eines Denkmals für Obristwachtmeister von Rehling, Freiburg, 1911 (zusammen mit Ludwig Kubanek)[14]
- Denkmal für die Gefallenen des Badischen Schwarzwaldvereins (zusammen mit Arnold Rickert[15]), beim Kloster Allerheiligen, Oppenau[16][17]
- Kunstband zum 25-jährigen Jubiläum des Unternehmens Brenzinger & Cie., 1922
- Gräberfeld der Familie Brenzinger, Freiburg, 1923
- Gefallenendenkmal des 5. Badischen Infanterieregiments Nr. 113, Freiburg, 1925[18][19]
- Mutterbrunnen bei der Maria-Hilf-Kirche (zusammen mit Helmuth Hopp), Freiburg, 1934[4][20]
- St.-Georgs-Brunnen, Freiburg, 1930er Jahre, Kopie nach erhaltenen Unterlagen und Brunnenteilen[21]

### Schriften
- Ein romanisches Haus in Freiburg im Breisgau. In: Zeitschrift des Breisgau-Geschichtsvereins (Schau-ins-Land), 104. Jahrgang, 1985, S. 247–258 (ursprünglich von Januar 1910)
- Neubauten auf dem Münsterplatz in Freiburg im Breisgau. In: Zentralblatt der Bauverwaltung. Nr. 103, 1908, S. 682–685 (zlb.de).